# Antoine Bernardin Fualdès
Joseph-Bernardin Fualdès, né à Mur-de-Barrez le 10 juin 1761, assassiné à Rodez le 19 mars 1817, est un magistrat français, accusateur public, juge du tribunal criminel de l'Aveyron, procureur impérial en 1811.

## Biographie
Fils de Jean-Baptiste Fualdès et Antoinette de Monteilh, Joseph-Bernardin (parfois prénommé Antoine-Bernardin) Fualdès épouse Pélagie Bertrand le 31 juillet 1786 à Mur-de-Barrez.
Issu d'une famille de robe, il vient tout juste de terminer ses études quand éclate la Révolution. Jacobin modéré, il connaîtra sa première heure de gloire défendant le général Custine dont il parviendra à prouver l'innocence, mais non à éviter l'exécution. Il participera également à la défense de Charlotte Corday.
Nommé dans la magistrature après le coup d'État du 18 Brumaire, il revient en 1811 à Rodez où il exerce les fonctions de procureur impérial. Bonapartiste affirmé, il connaît la disgrâce avec l'avènement de Louis XVIII, un éphémère retour en poste avec les Cent-Jours avant de prendre sa retraite sous la Restauration.
Le 19 mars 1817, il est sauvagement assassiné dans des conditions mystérieuses et son corps est retrouvé flottant dans l'Aveyron. Cet assassinat serait l'œuvre des Chevaliers de la Foi. Parmi les thèses soulevées, celle de la vengeance politique semble la plus probable : les royalistes se seraient vengés du procureur Fualdès qui avait eu une part importante dans l'échec du complot de Rodez en 1814.
L'enquête et le procès qui suivront donneront lieu à l'affaire Fualdès, qui connut un énorme retentissement à travers toute la France et l'Europe en raison des circonstances sordides de l'assassinat, de l'obscurité de l'affaire liée aux conditions politiques troublées des débuts de la Restauration et du début de l'essor de la presse nationale.